# Chitarrone

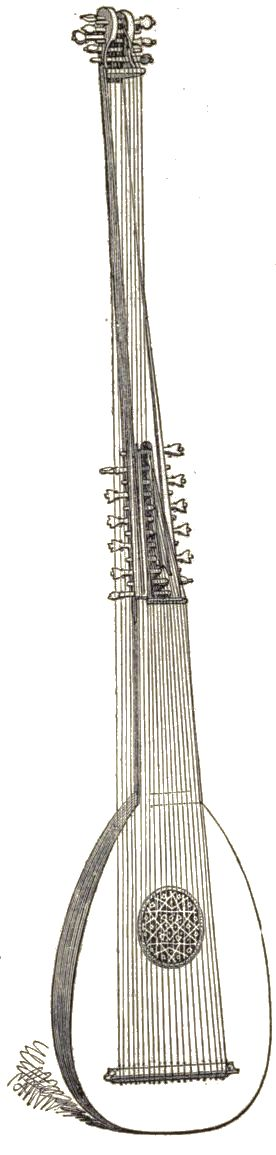

Chitarrone är ett stränginstrument. Det är en basluta med 24 strängar och en hals som är över en meter lång. Chitarrone var vanligast under 1500- och 1600-talen.